# 傑爾卡奇夫卡
50°54′22″N 34°1′14″E / 50.90611°N 34.02056°E
德爾卡奇夫卡（烏克蘭語：Деркачівка）是位於烏克蘭東北部的村莊，由蘇梅州羅姆內區的維利沙納市鎮負責管轄。該村處於捷爾恩河左岸，分別距離戈羅季謝0.5公里和大布德基1公里，海拔高度133米，2001年人口702。